# Pièze
Pièze (značka pz) je jednotka tlaku, která v současné soustavě SI odpovídá jednomu kilopascalu.

## Převody jednotky pièze do ostatních jednotek tlaku
- 1 pièze = 1000 pascalů
- 1 pièze = 0,01 barů
- 1 pièze = 0,001 megapascalů
- 1 pièze = 1 kilopascal
- 1 pièze = 0,01 fyzikálních atmosfér
- 1 pièze = 10 hektopascal
- 1 pièze = 10 milibar
- 1 pièze = 10 000 000 nanobar
- 1 pièze = 10 000 barye
- 1 pièze = 7,501 torr